# Генко Генков
Генко Генков е известен български художник.

## Биография
Генко Генков е роден на 1 февруари 1923 г. в село Чоба, близо до Брезово. Израства в Бургас.
Завършва Полукласическата гимназия в Бургас. През 1948 г. завършва Художествената академия в София при проф. Дечко Узунов. Първата му самостоятелна изложба е през 1965 г., а през 1973 г. е организирана ретроспективна изложба по случай 50-годишнината му. От 1972 г. е носител на орден „Кирил и Методий“ ІІІ степен. Предпоследната му самостоятелна изложба е през 1993 г., а последната през 2006 г.
Умира на 3 март 2006 г. Погребан е в Централните софийски гробища.

## Творчество
Генко създава предимно пейзажи, които се отличават с характерен авторски почерк – ярък колорит и релефни повърхности. В ранните години на творчеството си художникът проявява предпочитания към по-тъмната цветова гама. В пейзажите му присъстват изображения на хора и животни. Дърво, къща, планина или пътека сред природата служат за композиционен център на картините му. Генко Генков предпочита да рисува от натура като често пресъздава софийски квартали или покрайнините на селата Рударци и Драгоил.
През годините художникът експериментира с различни похвати и техники на работа. През 70-те години разработва възможностите на различните материали, третира маслената боя като акварел, обработва повърхността с пясък или замества четката с нож. През 90-те използва пигменти, напомнящи керамична глазура. В работата му могат да се открият отгласи от изкуството на постимпресионизма и фовизма.

## За него
- Димитър Аврамов, „Генко Генков“, сп. Изкуство, 1974, кн. 4
- Димитър Аврамов. Генко Генков. София: Български художник, 1975
- Йордан Янков. Бунтът на цветовете. София: Парабола, 2001, 138 стр.